# 阿涅比大區

阿涅比大區（深绿色）位置

6°0′N 4°0′W / 6.000°N 4.000°W
阿涅比大區（法語：Agnéby-Tiassa），是科特迪瓦的31個大區之一，位於該國南部，由潟湖區負責管轄，首府設於阿博維爾，始建於2011年，面積9,080平方公里，2014年人口606,852，人口密度每平方公里67人。